# Herbert d'Aoste
Pour les articles homonymes, voir Herbert.
Herbert d'Aoste (italianisé en Erberto ou Eriberto), mort le 20 octobre 1138/1139, est un ecclésiastique savoyard, évêque d'Aoste (1132-1139).

## Biographie
Herbert est Chanoines réguliers de saint Augustin et fait partie du chapitre d'Abondance dans le Chablais (dans l'actuelle Haute-Savoie), un monastère affilié à l'Abbaye territoriale de Saint-Maurice d'Agaune.
Il apparaît comme évêque d'Aoste dans divers documents entre 1132 et 1138 .
Le 19 novembre 1132, il obtient à la suite d'une requête adressée au pape Innocent II conjointement avec le prieur Arnulphe d'Avise, qui sera un de ses successeurs à l'évêché, que le Collégiale de Saint-Ours deviennent une communauté de Chanoines réguliers de saint Augustin. En 1138 il est présent lors de la signature d'une convention entre Guérin évêque de Sion et Amédée III de Savoie. Sa mort est relevée dans le nécrologe du monastère d'Abondance le 20 octobre « XIII Kal. nov. Obiit Herbertus Augustensis episcopus et canonicus noster » elle est également notée dans le nécrologe de la Collégiale à la même date d'une année qui doit être 1138/1139.

## Sources
- (it) Aimé-Pierre Frutaz Fonti per la storia de la Valle d'Aosta « Cronotassi dei vescovi », Ed. di Storia e Letteratura, Rome, 1966. Réédition 1997  (ISBN 8886523335).
- (it) Fedele Savio Gli antichi vescovi d'Italia dalle origini al 1300 descretti per regioni Fratelli Bocca Editore  1898.